# Iiyama
iiyama Corporation (яп. 株式会社 iiyama Kabushiki-gaisha iiyama) — японская компания, производитель телевизоров и компьютерных мониторов hi-end класса. Названа в честь города Иияма в префектуре Нагано, Япония.
Международная штаб-квартира iiyama international b.v. находится в Нидерландах по адресу Breguetlaan 8  1438 BC  Oude Meer. Формально, открытое в Амстердаме в 1991 году iiyama Electric B.V., является европейским представительством North America in Philadelphia, USA. Это было первое открытое в Европе представительство компании. Компания входит в холдинг MCJ Group. В настоящий момент в iiyama работают в общей сложности 1167 сотрудников, часть из которых размещена в Польше.

## Деятельность
Компания производит мониторы для различных применений: от недорогих мониторов для массового потребителя до профессиональных 27-дюймовых ЖК-дисплеев. Особенность бизнеса iiyama — производство исключительно мониторов.

## История
Компания основана в 1973 году в Японии 23-летним банковским служащим Кадзуро Кацуяма (Kazuro Katsuyama). Деятельность компании началась с изготовления печатных плат для цветных телевизоров Mitsubishi, но уже в 1976 году iiyama Electric Co Ltd. начала производство полного цикла. Вначале выпускались чёрно-белые модели, цветные появились несколько позже, а к 1980 году компания iiyama Electric Co Ltd. производила 55 % от всех цветных телевизоров Mitsubishi. 
Следующим шагом на пути к развитию компании стало производство игровых автоматов. В пиковые периоды iiyama производила до 10 тыс. автоматов в месяц.
В 1986 iiyama Electric Co Ltd. первой выпускает на рынок цветной 15-дюймовый монитор «Idek». Спустя 3 года, в 1989 году, первой выпускает 21-дюймовый, а через год и 17-дюймовый мониторы с соблюдением норм MPR по излучению. 
Начиная с 1990 года, компания открывает подразделения по всему миру. Первым стал филиал в Филадельфии (Philadelphia, USA). Затем, через год, последовало открытие подразделений в Великобритании, Германии, Франции, Швеции, Польше, Чехии, на Тайване. Сегодня по всему миру в компании работает около 1000 сотрудников.
К 1993 году iiyama получила 21 % доли рынка компьютерных мониторов в Японии и стала считаться поставщиком мониторов № 1 в стране.
В 1999 году компания начинает производить 17-, 19- и 22-дюймовые мониторы с кинескопом Diamondtron NF и идеально плоской поверхностью экрана. В этом же году британское подразделение компании получает награду «Самый успешный бизнес» (Overall Most Successful Business) на местной церемонии награждений бизнес-индустрии. 
В 2001 году iiyama выпускает первую линейку проекторов и становится первым производителем, который налаживает выпуск 17-дюймовых ЭЛТ-мониторов, основанных на новейшей технологии DiamondTron M2. Далее компания занимается активным развитием LCD-технологий, выпускает ЖК-мониторы и панели, в том числе и больших форматов. 
В 2006 г. iiyama International входит в состав крупнейшей японской компании MCJ.
Начиная с 2009 г., отделение в Польше отвечает за развитие рынков в странах Восточной и Центральной Европы. Мониторы iiyama выходят на рынок стран постсоветского пространства.

## Продукция
По состоянию на 2016 год в ассортименте продукции компании iiyama представлены LCD-мониторы и крупноформатные панели ProLite различных размеров (в т. ч. модели с сенсорным дисплеем). 